# Élections législatives de 1792 dans la Mayenne
Les élections législatives françaises de 1792 se déroulent du 4 au 7 septembre 1792. Dans la Mayenne, huit députés  sont à élire dans le cadre d'un scrutin plurinominal majoritaire.

## Mode de scrutin
En vertu des décrets des 10 et 12 août 1792, les députés de la Convention nationale sont élus au suffrage universel indirect.
Au premier degré, la distinction entre citoyens « actifs » et « passifs » est abolie. Peuvent voter les citoyens satisfaisant aux quatre conditions suivantes :
- être âgé d'au moins 21 ans ;
- être domicilié dans le département de la Mayenne depuis au moins une année ;
- être propriétaire ou usufruitier de biens dépassant un certain montant (variable en fonction des territoires) ;
- ne pas être dans un état de domesticité.

Ces citoyens, réunis dans les assemblées primaires, désignent les électeurs, à raison d'un électeur pour cent citoyens.
Au second degré, ces électeurs, élisent les huit députés et les suppléants du département.

## Élus

### Députés
| Député sortant                  |  | Parti       | Député élu ou réélu               |  | Parti       | Ordre obtenu au vote | Voix |
| ------------------------------- |  | ----------- | --------------------------------- |  | ----------- | -------------------- | ---- |
| Jacques-François Bissy          |  | Girondins   | Jacques-François Bissy            |  | Montagnards | 1re                  | 331  |
| François Joachim Esnue-Lavallée |  | Montagnards | François Joachim Esnue-Lavallée   |  | Montagnards | 2e                   | 348  |
| François Grosse-Durocher        |  | Montagnards | François Grosse-Durocher          |  | Montagnards | 3e                   | 349  |
| ?                               |  |             | Mathurin Enjubault                |  | Montagnards | 4e                   | 270  |
| ?                               |  |             | René-François Plaichard Choltière |  | Marais      | 6e                   | 287  |
| ?                               |  |             | François Serveau-Touchevalier     |  | Marais      | 5e                   | 268  |
| ?                               |  |             | Noël-Gabriel-Luce Villar          |  | Marais      | 7e                   | 240  |
| ?                               |  |             | René-François Lejeune             |  | Marais      | 8e                   | 195  |
|                                 |  |             |                                   |  |             | Votants              | 407  |

### Suppléants
| Suppléant élu         |  | Parti  | Ordre obtenu au vote |
| --------------------- |  | ------ | -------------------- |
| Yves-Marie Destriché* |  | Marais | Suppléant            |

Yves-Marie Destriché est appelé à siéger le 2 avril 1795. Il est appelé à siéger en vertu de l'article 1er de la loi du 7 ventôse an III (25 février 1795) et du tirage au sort destiné à compléter la Convention, opéré le 5 floréal an III (24 avril 1795).